# Abeno (metropolitana di Osaka)
Abeno (阿倍野駅?, Abeno-eki) (T26) è una stazione della metropolitana di Osaka situata nel quartiere di Abeno-ku. In superficie è presente la fermata della linea Uemachi del tram di Osaka.

## Struttura
Linea Tanimachi

La stazione è dotata di un marciapiede a isola con due binari sotterranei.
| 1 | Linea Tanimachi |  | per Fuminosato e Yaominami                        |
| 2 | Linea Tanimachi |  | per Tennōji, Higashi-Umeda, Miyakojima e Dainichi |

Linea Uemachi

La fermata ha due marciapiedi laterali sulla strada in superficie.
| 1 | ■ Linea Uemachi |  | per Tennōji-ekimae            |
| 2 | ■ Linea Uemachi |  | per Sumiyoshi e Sumiyoshikōen |

## Stazioni adiacenti
| «               | Servizio        | »               |
| Linea Tanimachi | Linea Tanimachi | Linea Tanimachi |
| --------------- | --------------- | --------------- |
| Tennōji         | Locale          | Fuminosato      |
| Linea Uemachi   |                 |                 |
| Tennōji-ekimae  | Locale          | Matsumushi      |